# Pettit (cràter marcià)

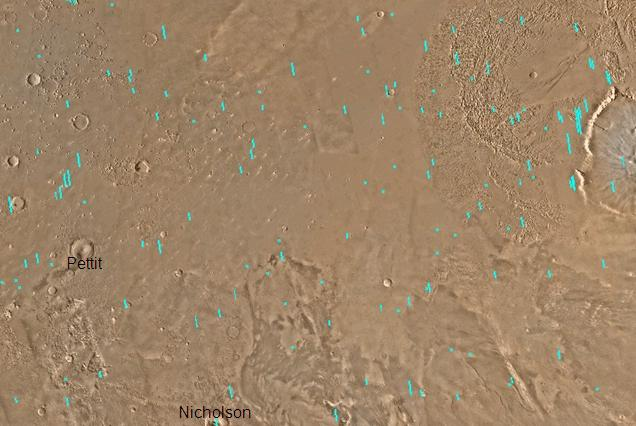
Mapa d'Amazonis, amb el cràter Nicholson damunt de l'equador.

Pettit és un cràter d'impacte pertanyent al quadrangle Amazonis de Mart, localitzat a les coordenades 12,39° de latitud nord i 173,87° de longitud oest. Té 92,49 km de diàmetre, i deu el seu nom a l'astrònom nord-americà Edison Pettit (1890–1962).

## Cràters en pedestal
Els cràters d'impacte generalment tenen una vora amb materials ejectats al seu al voltant, en contrast amb els cràters volcànics, que normalment no tenen un brocal o dipòsits de materials. Quan els cràters són grans (per sobre dels 10 km de diàmetre) normalment presenten un pic central, causat pel rebot del sòl del cràter que segueix a l'impacte. Si es mesura el diàmetre d'un cràter, la profunditat original pot ser estimada amb diverses relacions. A causa d'aquest fet, els investigadors han descobert que molts cràters de Mart contenen grans apilaments de materials en el seu interior; que podria ser el gel dipositat quan el clima era diferent. De vegades, la formació dels cràters posa a la vista capes del terreny que estaven enterrades. Al mateix temps, roques del subsòl profund són expulsades a la superfície.
Un cràter en pedestal és un tipus de cràter assentat sobre una plataforma elevada gairebé horitzontal, formada pels seus materials ejectats. Aquest tipus de formacions apareixen quan es produeix un impacte que expulsa materials que formen una capa resistent a l'erosió. Arran d'aquesta cobertura més resistent, el cràter i els seus materials ejectats acaben formant una zona elevada quan l'erosió elimina el material més tou que envolta a la formació. Alguns pedestals que han estat mesurats amb exactitud, mostren centenars de metres de desnivell per sobre de l'àrea circumdant, evidenciant l'efecte de l'erosió. Els cràters de pedestal van ser observats per primera vegada durant les missions Mariner.